# 植松又次
植松 又次（うえまつ またじ、1910年（明治43年）9月15日 - 2006年（平成19年）6月22日）は、日本の郷土史家。山梨県の郷土研究を行う。

## 略歴
山梨県北巨摩郡津金村（現在の北杜市須玉町）に生まれる。山梨県師範学校本科一部・同校専攻科を卒業後、西八代郡高田村（現・市川三郷町）の高田小学校、山梨県女子師範学校附属小学校に勤務し初等教育に携わり、1948年（昭和23年）には東山梨郡後屋敷村（現・山梨市）の後屋敷小学校、塩山市立北小学校、山梨市立八幡小学校において教頭職を務め、1966年（昭和41年）に東山梨郡牧丘町の牧丘町立牧丘第二中学校（現在・山梨市立牧丘第二中学校）校長で退職。
教職の傍ら郷土研究を手がけ、地質学、植物学など自然科学分野の研究を行い、1934年（昭和9年）には『地質学雑誌』に処女論文「御坂山脈北麓の氷河によるらしき堆積物」を発表する。そのほか、寺院建築や民家、仏像彫刻、金工、石造美術、経典、聖教など美術史分野の研究を行う。1938年（昭和13年）には第三回夏草若彦道中（8月6日～8月11日）において「郷土の五輪塔に就いて」を報告する。
翌1939年（昭和14年）には山梨郷土学会が発足し、夏草道中の講師を務める。戦後の1946年（昭和21年）には山梨郷土学会・山梨郷土文化研究座談会が統合して山梨郷土研究会が発足し、理事・常任理事を務める。1974年（昭和49年）7月には山梨郷土研究会第四代理事長に就任し、1995年（平成7年）まで務める。
戦後は山梨県の文化財行政に携わり、1957年（昭和32年）には山梨県文化財調査委員・山梨県文化財保護審議委員を務めるほか、山梨市や塩山市（現在・甲州市）、甲府市、敷島町（現在・甲斐市）などの文化財審議委員も務めた。1990年（平成2年）から開始された『山梨県史』の編纂においては文化財部会の会長を務める。
1976年（昭和51年）には山梨県政功績者として、また1978年（昭和53年）には文化庁による表彰を受け、同年には山梨郷土研究会の甲斐新書2『甲斐の石造美術』を刊行し、昭和54年に郷土研究部門における第三回野口賞を受賞。その後、1986年（昭和61年）には勲五等双光旭日章を受章している。